# Кольцевая дорога (станция скоростного трамвая)
«Кольцевая дорога» (укр. «Кільцева дорога») — конечная станция линии скоростного трамвая в Киеве, расположена после станции «Жюля Верна» . Открыта в 1977 году. Названа по одноимённой улице.
Станция имеет одну посадочную платформу, на которой расположено здание станции, а также технические пути для отстоя подвижного состава. На станции находится диспетчерская.
С 9 июня 2007 года по 8 апреля 2008 года станция была закрыта в связи с реконструкцией участка «Кольцевая дорога» — «Гната Юры». Повторно закрыта на реконструкцию вместе с участком «Вацлава Гавела» — «Гната Юры» 13 июня 2009 года (организовать движение со стороны Михайловской Борщаговки без прокладки новых путей и реконструкции моста возле станции «Гната Юры» было невозможно).
Во время реконструкции было снесено старое одноэтажное здание станции, а на его месте возведено новое двухэтажное сооружение с крышей над посадочной платформой и путями. 16 октября 2010 станция скоростных трамваев открыта после реконструкции, на ней останавливаются трамвайные маршруты № 2 и № 3 .
С 2018 года станция закрыта, работает только разворотная петля, вокруг неё строится торговый центр «Апрель». Когда откроется, неизвестно — при этом петля и станция будут прямо в здании торгового центра.

## Галерея

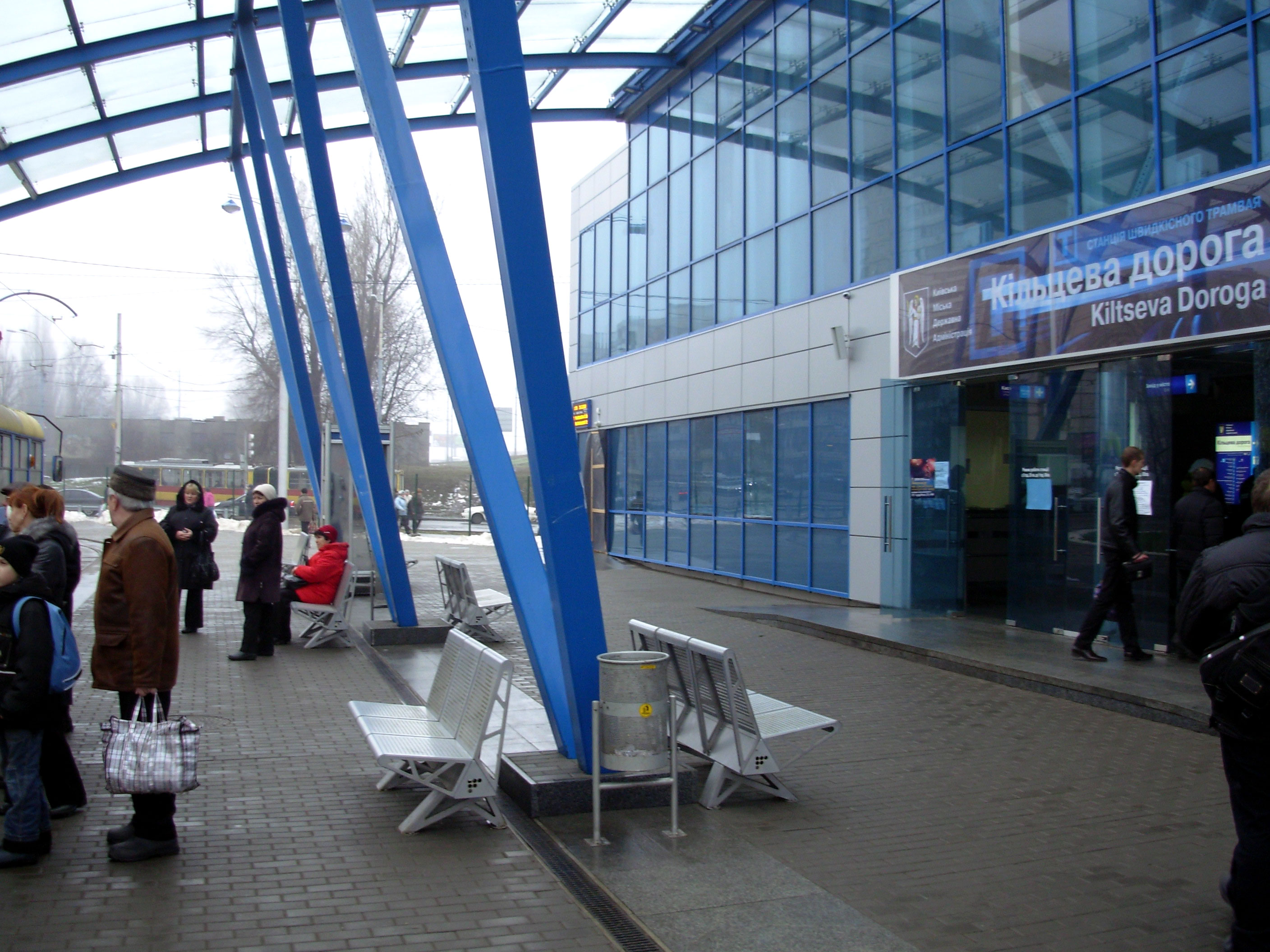
Платформа и здание станции
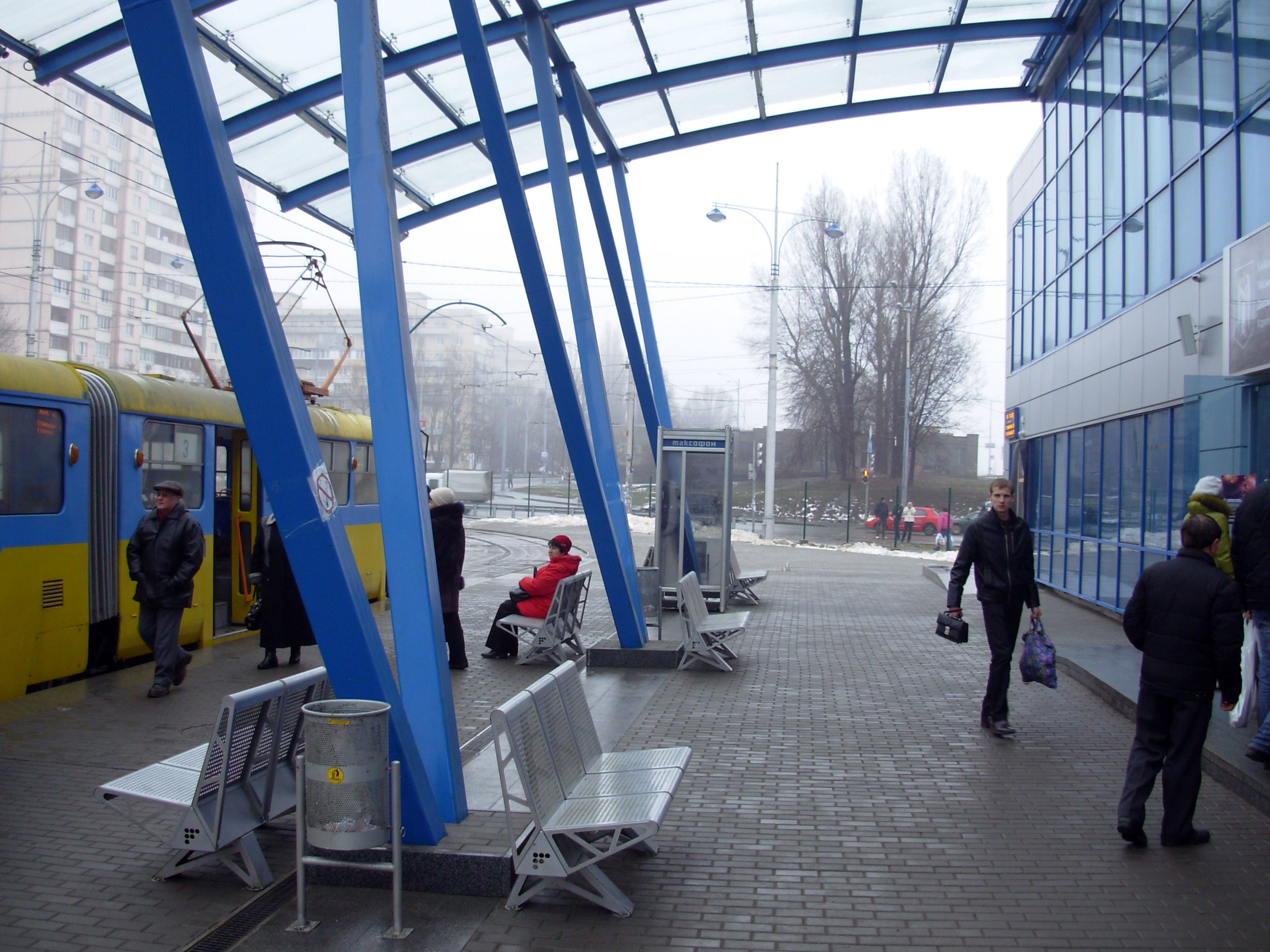
Платформа станции
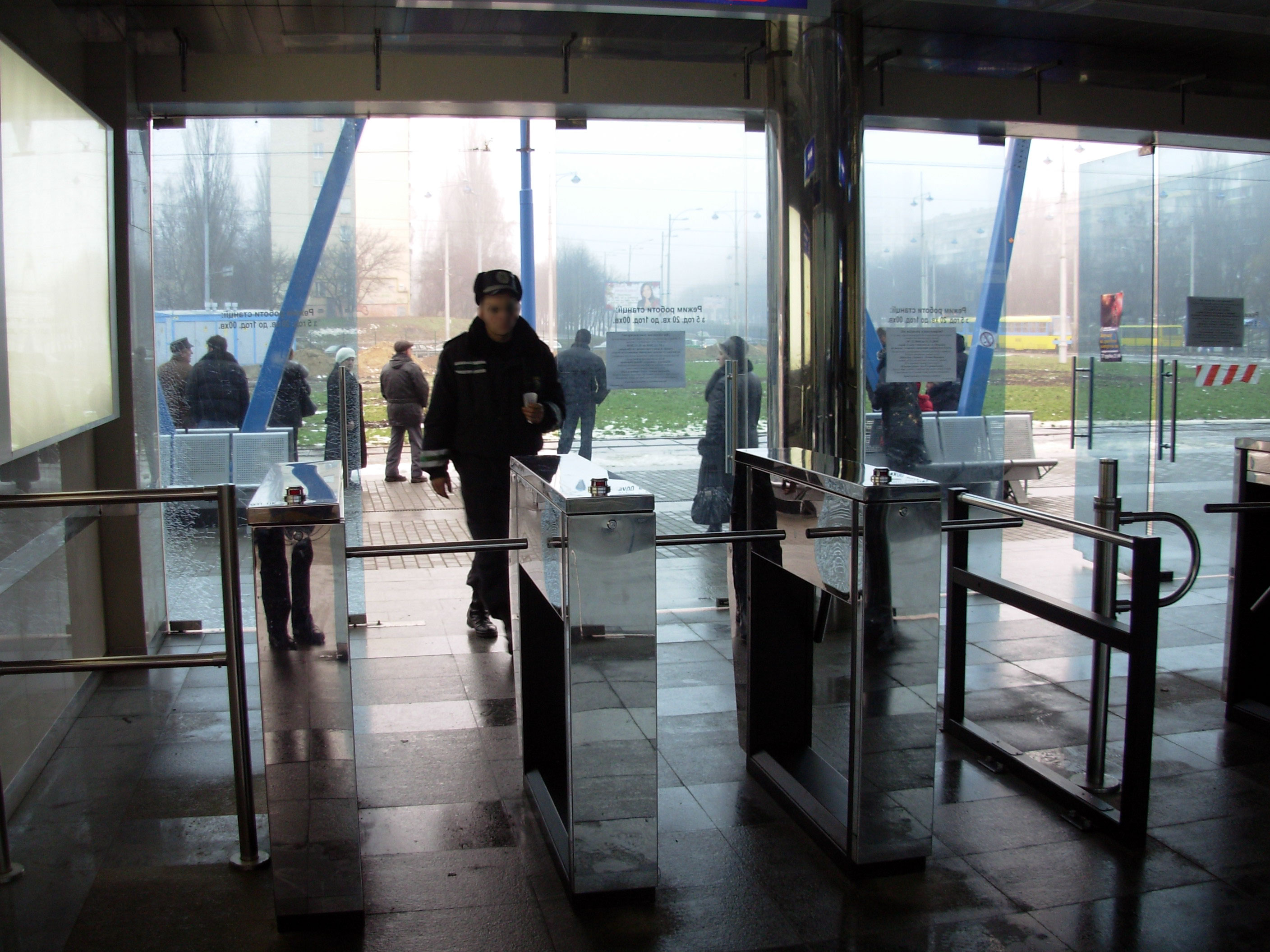
Вестибюль станции с турникетами
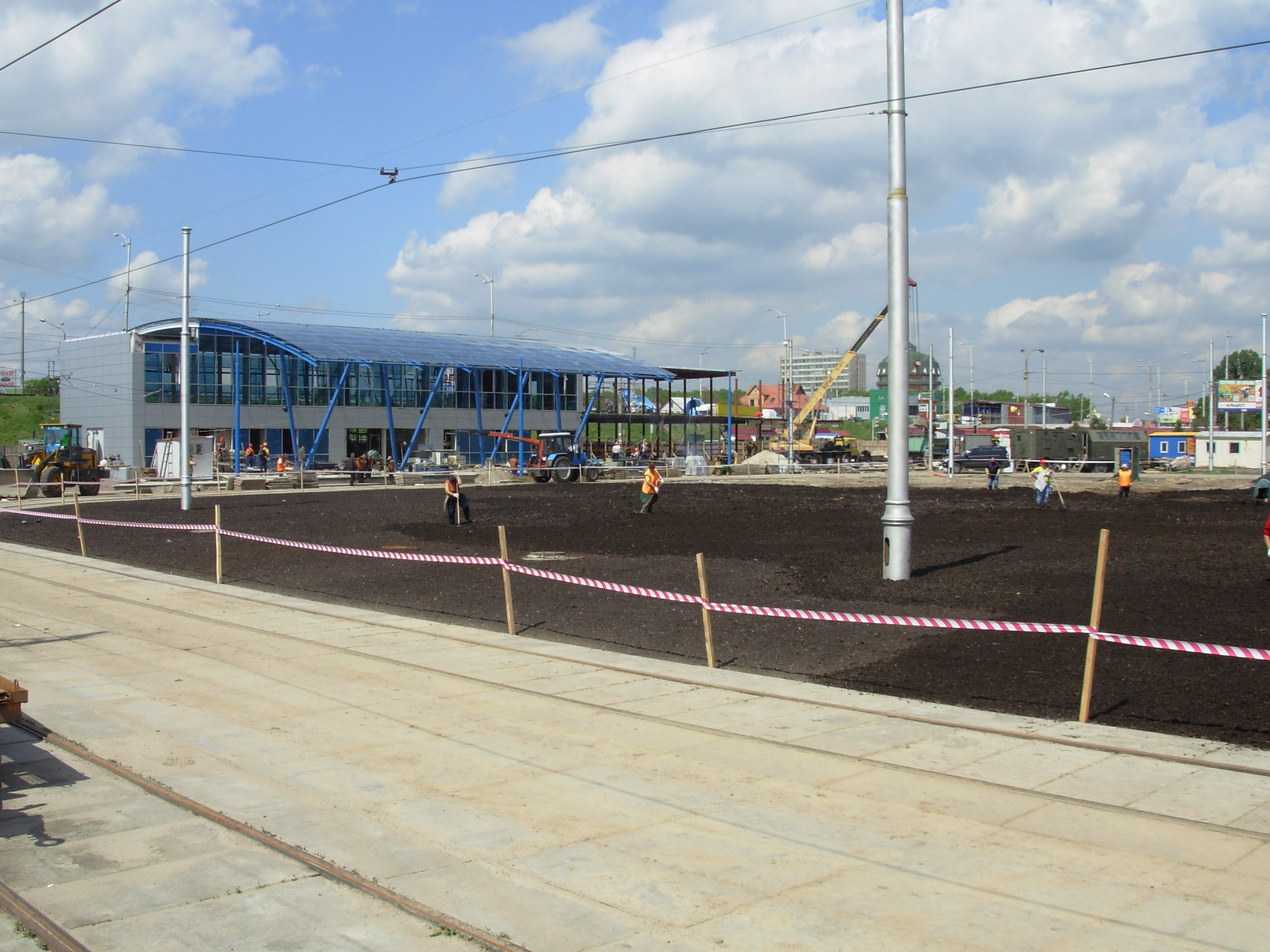
Общий вид станции во время реконструкции
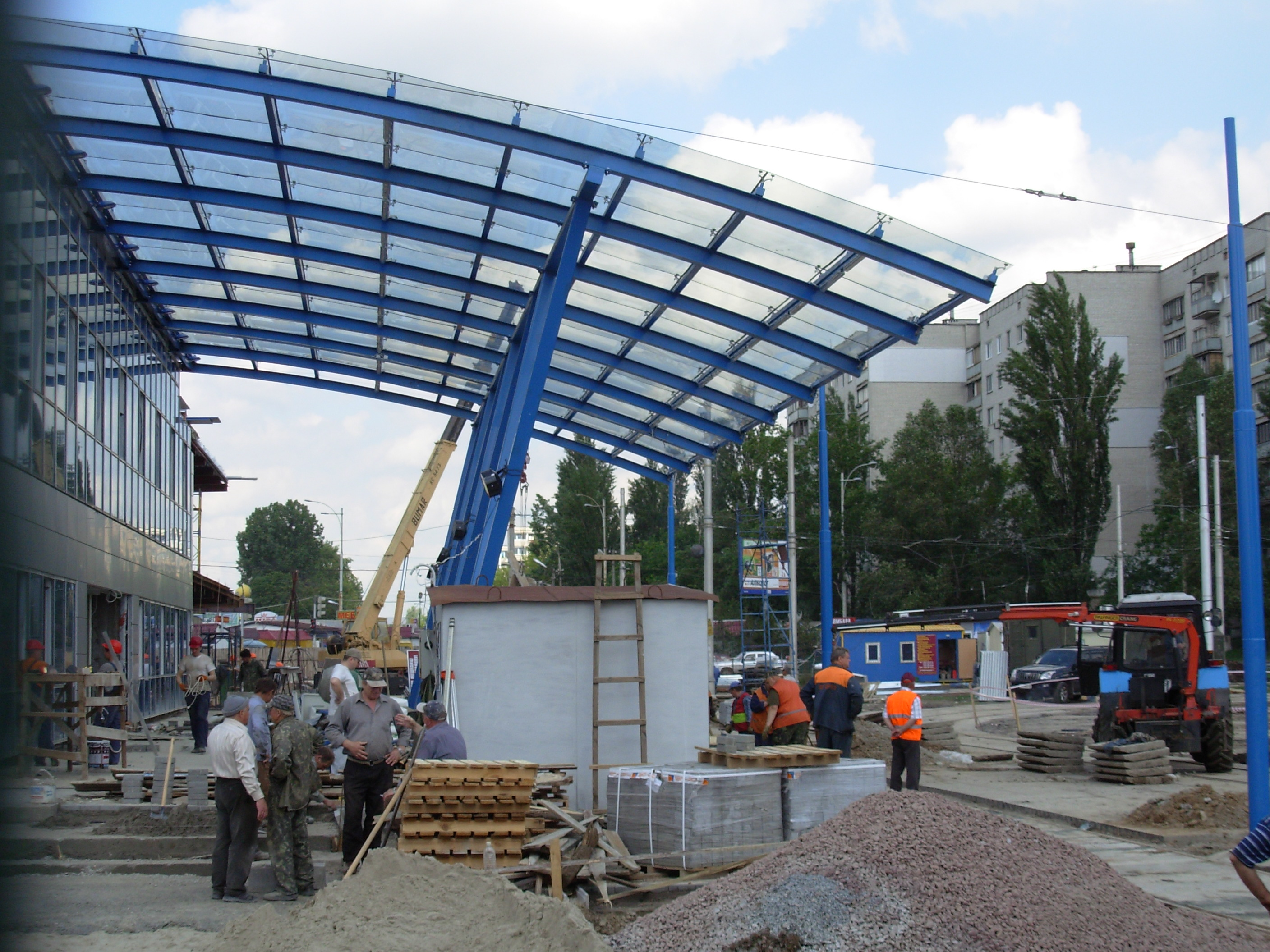
Реконструкция посадочной платформы
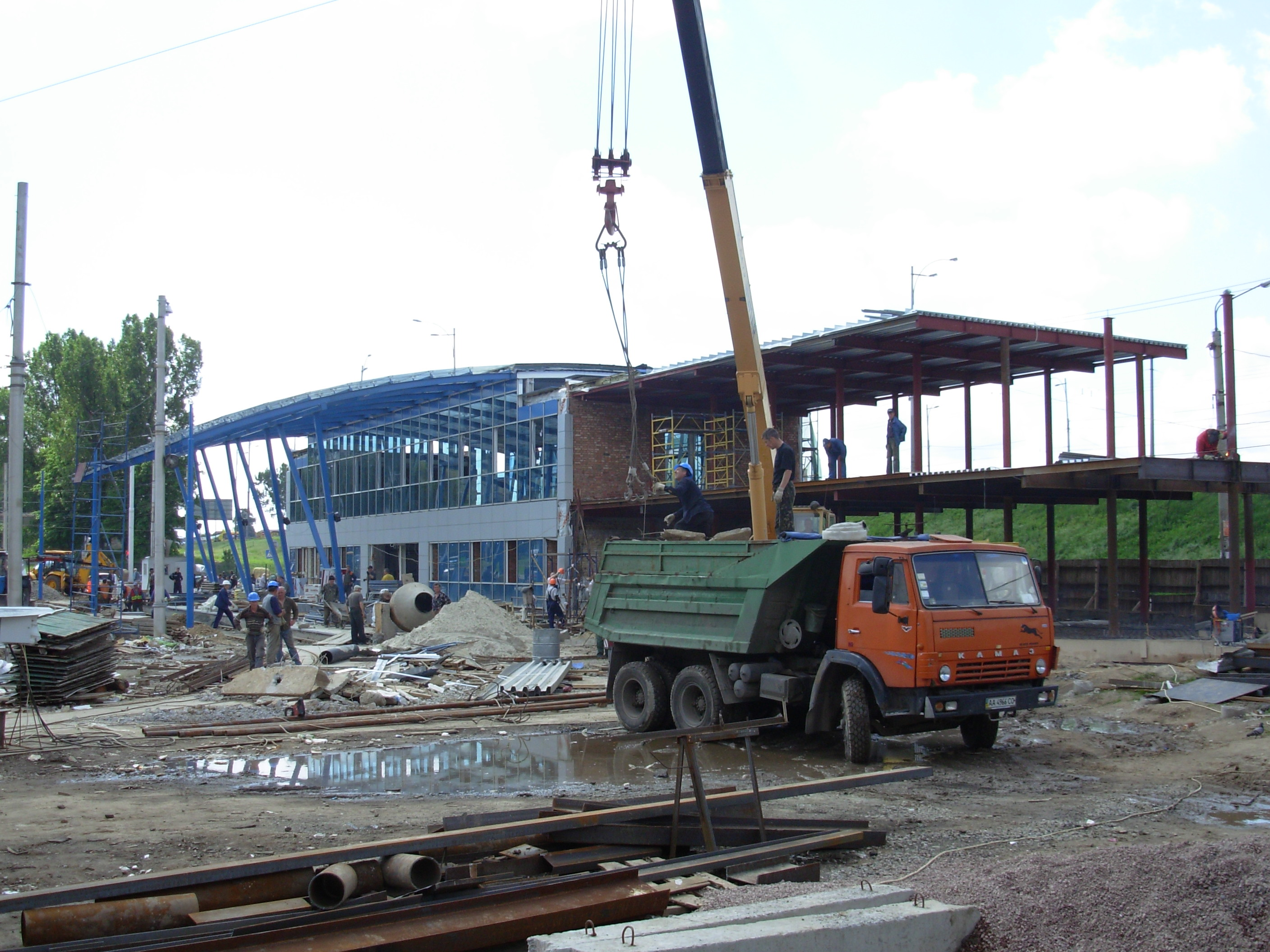
Общий вид станции во время реконструкции
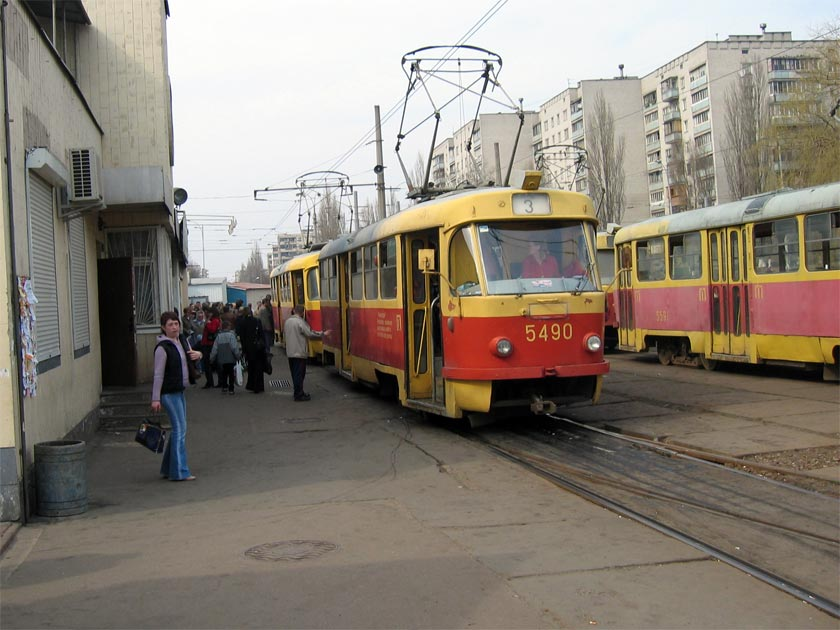
Вид на станцию, 2005
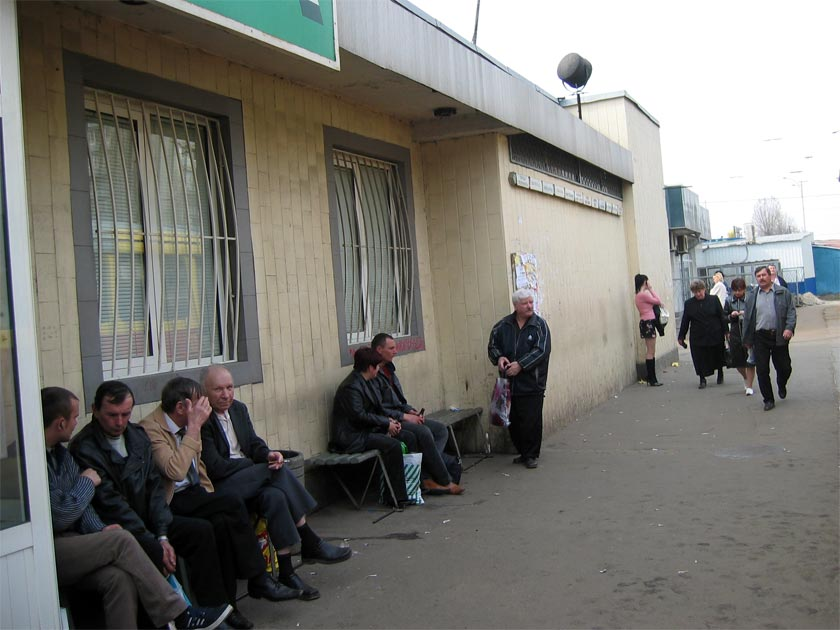
Посадочная платформа до реконструкции, 2005